# 엘리니콘 국제공항

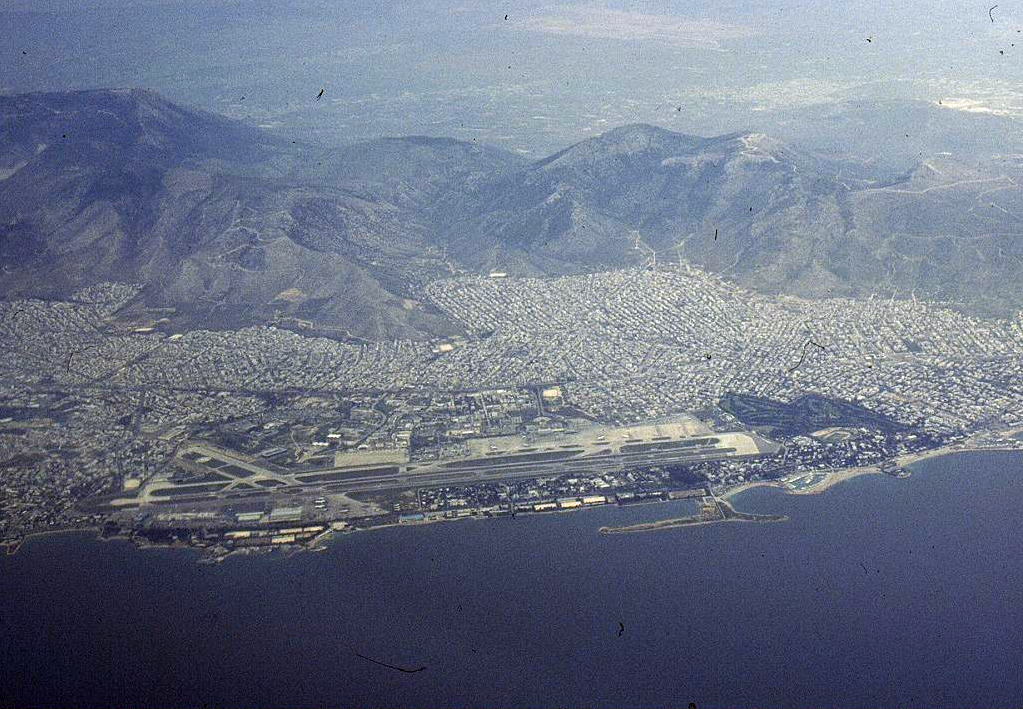
1998년 공항의 항공사진. 사진 위쪽에 있는 건설 현장이 새로운 아테네 공항이 되었다.

엘리니콘 국제공항(그리스어: Διεθνής Αερολιμένας Ελληνικού, IATA: ATH, ICAO: LGAT)은 그리스 아테네의 없어진 공항이다. 1938년 개항하여 2001년 3월 28일 폐쇄되어 아테네 국제공항으로 대체되었다. 이 공항은 아테네에서 남쪽으로 7km(4.3마일) 떨어진 글리파다 바로 서쪽에 위치해 있었다. 이 공항은 현재 아테네 교외인 엘리니코의 이름을 따서 명명되었다. 이 공항은 연간 공식 승객 수용 인원이 1,100만 명이었지만 운영 마지막 해에는 1,350만 명의 승객을 수용했다. 이 부지의 대부분은 2004년 올림픽을 위해 경기장과 스포츠 시설로 전환되었다.